# Sandøya (Porsgrunn)
Sandøya est un village de la municipalité de Porsgrunn, sur l'île du même nom, dans le comté de Telemark, en Norvège.

## Description
L'île de Sandøya est située dans le Langesundsfjorden, au sud-est de Brevik. Le village est situé dans le sud-ouest de l'île.
Il y a une école primaire et il y a une bonne liaison par ferry vers Brevik. Plusieurs maisons de vacances, ainsi qu'un camping, font que la population de l'île se multiplie en été.